# NGC 738
NGC 738 (również PGC 7303) – galaktyka soczewkowata (S0), znajdująca się w gwiazdozbiorze Trójkąta. Odkrył ją 11 października 1850 roku Bindon Stoney – asystent Williama Parsonsa.